# 与黄色的基督在一起的高更自画像
与黄色的基督在一起的高更自画像（法语：Autoportrait au Christ jaune；英语：Self-Portrait with the Yellow Christ）是一幅布面油画，由保罗·高更在1890 年或 1891 年绘制于布列塔尼的蓬塔旺（Pont-Aven），现藏于巴黎奥赛博物馆，1994年由法国国家收购后分配，得到了菲利普·迈耶和一位日本赞助人的资助。
艺术家用自己的两幅作品《黄色的基督》（1889 年）和一幅怪诞的陶瓷自画像来展示自己， – 他经常用基督作为自己的象征，因此这件作品满足了他创作三重自画像的愿望。

## 历史
艺术家当时已经在蓬塔旺住了两年，在前往塔希提岛前，创作了这幅作品。这幅作品是同一时期画家好几幅关于宗教主题的作品之一，使他（用曼努埃尔·乔弗的话）成为“象征主义在绘画中的原始核心” – 还包括《黄色的基督》和《绿色的基督》。它最初由高更的朋友丹尼尔·德·蒙弗瑞德（1856-1929年）收藏，1902年进入安布罗西·沃拉德的画廊。1903年由莫里斯·丹尼斯收购。 